# Irina Simagina
Irina Aleksejevna Simagina-Melešina (rusko Ирина Алексеевна Симагина-Мелешина), ruska atletinja, * 25. maj 1982, Rjazan, Sovjetska zveza.
Nastopila je na poletnih olimpijskih igrah leta 2004, ko je dosegla uspeh kariere z osvojitvijo naslova olimpijske podprvakinje v skoku v daljino. Na svetovnih dvoranskih prvenstvih je osvojila bronasto medaljo leta 2008. Leta 2012 je prejela dvoletno prepoved nastopanja zaradi dopinga.